# Ентомолошко друштво Србије
Ентомолошко друштво Србије (акроним ЕДС) је добровољна, невладина и непрофитна организација која окупља научне, просветне и стручне раднике у циљу остваривања заједничких циљева и задатака у области научног, образовног и привредног развоја Србије.  Чланство у Друштву је добровољно, а приступање Друштву врши се потписивањем приступнице или електронском регистрацијом и уплатом чланарине.

## Циљеви и задаци
Најважнији циљеви и задаци Ентомолошко друштво Србије су:
- организација стручних скупова, саветовања, семинара, и других облика едукације у области ентомологије, самостално или у сарадњи са другим организацијама
- прикупљање и обрада научне и стручне литературе у области ентомологије,
- објављивае књига и других публикација у области ентомологије,
- организовање просветних радника и других стручњака за рад са децом и омладином у области ентомологије
- давање доприноса заштити и унапређеу животне средине,
- сарадња са универзитетима, школама, стручним организацијама и другим удружењима у Србији и иностранству,
- издавачка делатност у складу са потребама Удружења.

## Чланство
У Ентомолошко друштво Србије могу да се учлане сви који се баве инсектима, било научно, стручно или из  хобија, и сви остали који себе виде  као ентомологе.
Члановима се сматрају сви они који редовно плаћају годишњу чланарину. Чланови у оквиру чланарине добијају бесплатан примерак сваког броја свеске  Acta entomologica Serbica.

## Издања
Међу најзначајнијим издањима Ентомолошко друштво Србије налазе се:
- Часопис Acta entomologica Serbica, научни часопис, званични годишњак Ентомолошког друштва Србије који се објављивује на енглеском језику, два пута годишње.[4]  Часопис је први пут почео да излази као Гласник Ентомолошког друштва Краљевине Срба, Хрвата и Словенаца, у мају 1926. године, а 1929. године мења име у Гласник Југословенског ентомолошког друштва. Године 1971, часопис се обнавља под именом Гласник Југословенског ентомолошког друштва, а данашње име добија 1996. године. Acta entomologica Serbica првенствено објављивњује оригиналне научне радове; али и ревијалне радови и кратка научна саопштења. Обимније студије се објављују као суплементу  редовним свескама Acta entomologica Serbica.[4]
- Јован Станчић, Мемоари - Сећања проткане анегдотама
- Душка Симова-Тошић, Атлас gala muva galica
- Јован Станчић, Тврдокрилци (Insecta: Coleoptera) Рамско-Голубачке пешчаре (Источна Србија)

## Признања
Заслужним члановима Ентомолошко  друштво Србије додељује следећа признања:
- Захвалнице за изузетан допринос развоју Ентомологије као научне дисциплине у Србији и активно учешће у органима Ентомолошког  друштва Србије.  Комисију за процену и одлуку о додељивању Захвалница чине чланови ИО ЕДС.[5]
- Награде за најуспешнијег младог ентомолога не старијег од 30  година.  Награда подразумева новчану награду у складу са могућностима ЕДС. Награда се додељује сваке друге године на свечаној скупштини ЕДС током трајања Симпозијума ентомолога Србије за допринос кандидата у претходне две календарске године.[5]